# Mały Lew
Mały Lew (łac. Leo Minor, dop. Leonis Minoris, skrót LMi) – niewielka, 64. co do wielkości i słabo widoczna konstelacja nieba północnego. W Polsce widoczny od zimy do lata. Liczba gwiazd do 6m: około 20.
W odróżnieniu od swego większego imiennika, Lwa, nazwanego przez Ptolemeusza, Mały Lew został wyodrębniony jako osobny gwiazdozbiór przez Jana Heweliusza, w wydanym pośmiertnie w 1690 roku atlasie Firmamentum Sobiescianum. Przedstawiony w postaci leżącego lwa, ponad znacznie większą, konstelacją Lwa. Można ją odnaleźć między tylnymi łapami Wielkiej Niedźwiedzicy a głową Lwa. W XIX wieku, aby nie używać dwuczłonowych nazw, próbowano zmienić nazwę gwiazdozbioru na Lwica, ale ostatecznie pozostano przy propozycji Heweliusza. 

## Jak odnaleźć konstelację

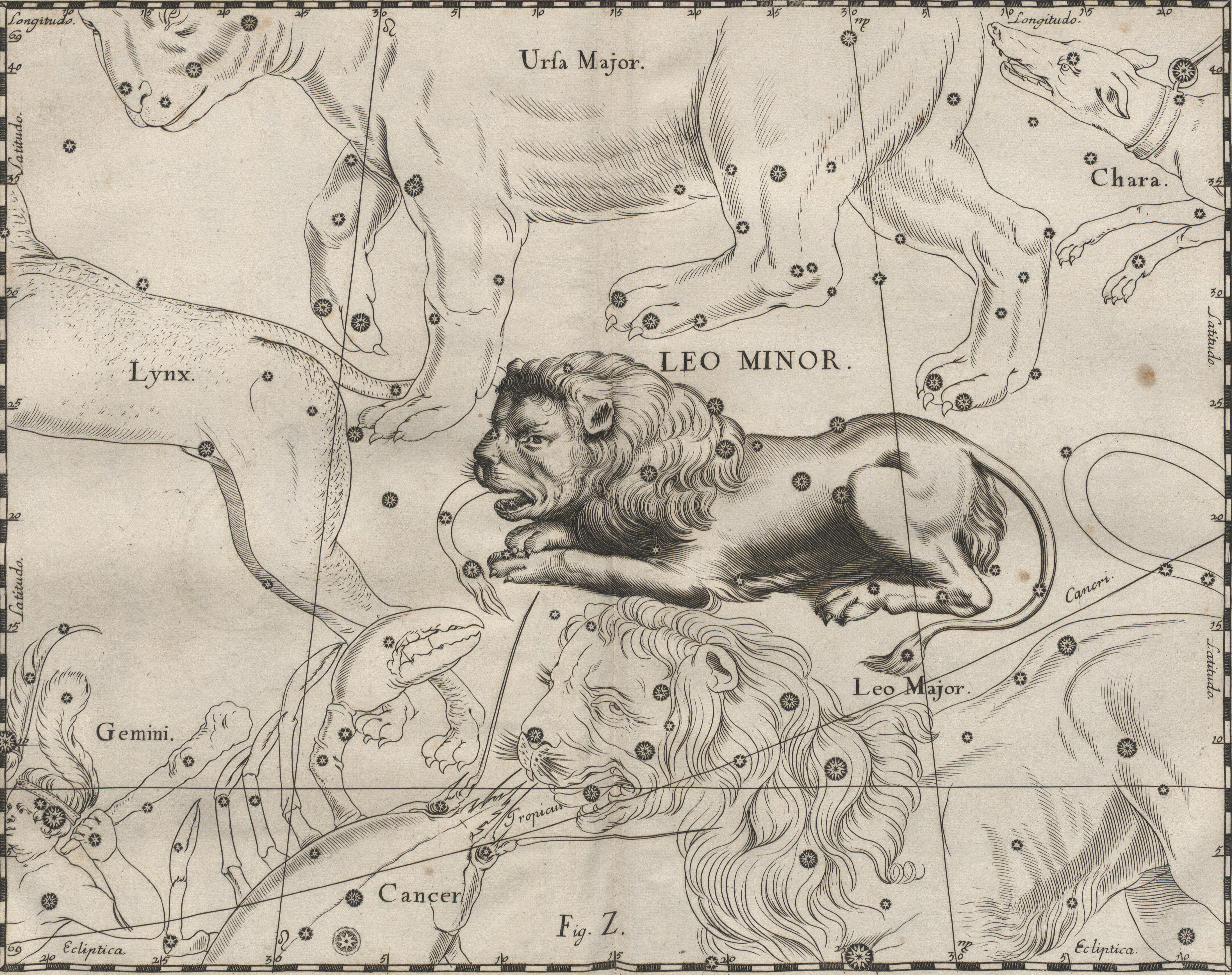
Ilustracja Jana Heweliusza

Gwiazdozbiór Małego Lwa zajmuje niewielki obszar na niebie i otoczony jest przez konstelacje Wielkiej Niedźwiedzicy, Rysia, Raka i Lwa. Najjaśniejszą gwiazdą jest 46 Leonis Minoris (Praecipua) o jasności 3,79m. Znajduje się ona mniej więcej w połowie odległości pomiędzy Phekdą (γ UMa) a Regulusem (α Leo).

## Gwiazdy Małego Lwa
Gwiazdozbiór ten nie ma gwiazdy oznaczonej Alfa. Angielski astronom Francis Baily, który przyporządkowywał greckie litery do gwiazd gwiazdozbiorów, nadał drugiej pod względem jasności gwieździe oznaczenie Beta Leonis Minoris, ale przegapił jaśniejszą 46 Leonis Minoris.
- 46 Leonis Minoris (46 LMi) – wielkość gwiazdowa 3,79m, to pomarańczowy olbrzym znajdujący się 98 lat świetlnych od Ziemi. Gwiazda o masie nieco większej od masy Słońca, która obrazuje etap przejściowy w ewolucji pomiędzy podolbrzymem a olbrzymem[3].
- Beta Leonis Minoris (β LMi) – układ podwójny gwiazd typu podolbrzym o typie widmowym G8 i F8, o jasnościach widzialnych odpowiednio 4,40 i 6,12m. Jasność widzialna całego układu wynosi 4,22m. Masa poszczególnych składników to około 2 i 1,35 mas Słońca, a okres orbitalny wynosi 38,62 lat. Układ jest oddalony od Ziemi o 146 lat świetlnych.
- R Leonis Minoris (R LMi) – długookresowa gwiazda zmienna typu Mira Ceti, o okresie zmienności wynoszącym 372,19 dnia i zmianie jasności między 6,3 a 13,2m[4].

## Interesujące obiekty
Żadna z galaktyk nie ma porównania z lepiej znanymi galaktykami Lwa, ale ta mała konstelacja zawiera 17 galaktyk, odpowiednich dla średnich powiększeń.
- NGC 3432 – to galaktyka spiralna jedenaste wielkości gwiazdowej, ustawiona do nas krawędzią[3].
- NGC 3486 – jest to przykład galaktyki o dobrze wykształconych ramionach spiralnych, ustawionych prostopadle do kierunku obserwacji, dlatego dobrze prezentuje się w amatorskich teleskopach[3].
- NGC 3003 – przykład galaktyki spiralnej, której widzimy tylko krawędź (ang. edge on galaxy). Średnica |galaktyki na niebie wynosi 5,9 minuty łuku. Jej jasność widzialna to 11,7m[4].
- Voorwerp Hanny – obiekt astronomiczny o nieznanej naturze, oddalony o około 650 milionów lat świetlnych. Obiekt ten w 2007 roku znalazła holenderska nauczycielka Hanny van Arkel, która z uczniami brała udział w przeglądzie fotografii wykonanych za pomocą automatycznego teleskopu zainstalowanego w Nowym Meksyku podczas klasyfikowania galaktyki IC 2497. Fotografie zostały wykonane w ramach programu Sloan Digital Sky Survey (SDSS). To doskonały przykład na to, że społecznościowe projekty naukowe, takie jak „Galaktyczne Zoo”, stanowią doskonałą pomoc przy badaniach prowadzonych przez profesjonalnych naukowców. Natura tego obiektu wiąże się najprawdopodobniej z istnienie czarnej dziury w galaktyce IC 2497, której gorące otoczenie podgrzewa wrzecionowatego i mocno poskręcanego kształtu materię wyrzucaną z wnętrza spiralnego dysku w taki sposób, że zainicjowała się w niej działalność gwiazdotwórcza i to poza macierzystą galaktyką[3][4].

## Rój meteorów
Leo Minorydy to rój meteorów o niskiej aktywności.